# Pseudocoremia fenerata
Pseudocoremia fenerata là một loài bướm đêm thuộc họ Geometridae. Loài này có ở New Zealand.
Sải cánh dài 27–34 mm.
Cây chủ của ấu trùng bao gồm Agathis australis, Dacrydium bidwillii, Dacrydium biforme, Dacrydium cupressinum, Phyllocladus alpinus, Phyllocladus trichomanoides, Podocarpus ferrugineus và Podocarpus totara. Exotic hosts are Chamaecyparis lawsoniana, Cryptomeria japonica, Larix decidua, Larix kempferi và Pinus species.